# Calificări în Liga Campionilor EHF Feminin 2015-2016

## Format
Opt echipe au luat parte la barajele de calificare. Ele au fost trase la sorți în două grupe de câte patru echipe, unde au jucat o semifinală și o finală. Câștigătoarele barajelor de calificare s-au calificat în faza grupelor. Tragerea la sorți a avut loc pe 26 iunie 2015, în Viena, Austria.

### Distribuție
Pe data de 23 iunie 2015, EHF a anunțat distribuția celor opt echipe în cele patru urne.
| Urna 1                         | Urna 2                       | Urna 3                      | Urna 4                                        |
| ------------------------------ | ---------------------------- | --------------------------- | --------------------------------------------- |
| Győri Audi ETO KC Team Esbjerg | Glassverket IF HCM Baia Mare | BNTU Minsk SERCODAK Dalfsen | RK Radnički Kragujevac Yenimahalle Belediyesi |

### Tragerea la sorți
Tragerea la sorți a avut loc pe 26 iunie 2015. Echipele au jucat o semifinală și o finală pentru a decide ultimele participante în faza grupelor. Meciurile s-au disputat pe 12 și 13 septembrie 2016.

## Turneul de calificare 1
Turneul s-a desfășurat în Glassverket Idrettshall din Drammen.

### Schema
|  | Semifinalele       | Semifinalele       |    |                    | Finala             | Finala |  |
|  |                    |                    |    |                    |                    |        |  |
|  | 12 septembrie 2015 |                    |    |                    |                    |        |  |
|  | Győri ETO KC       | 42                 |    |                    |                    |        |  |
|  | RK Kragujevac      | 13                 |    |                    |                    |        |  |
|  |                    |                    |    |                    |                    |        |  |
|  |                    |                    |    |                    | 13 septembrie 2015 |        |  |
|  |                    |                    |    |                    | Győri ETO KC       | 30     |  |
|  |                    | Glassverket IF     | 21 |                    |                    |        |  |
|  |                    |                    |    |                    |                    |        |  |
|  |                    |                    |    |                    |                    |        |  |
|  |                    |                    |    |                    | Locurile 3-4       |        |  |
|  | 12 septembrie 2015 | 12 septembrie 2015 |    | 13 septembrie 2015 | 13 septembrie 2015 |        |  |
|  | Glassverket IF     | 26                 |    | RK Kragujevac      | 17                 |        |  |
|  | SERCODAK           | 21                 |    |                    | SERCODAK           | 23     |  |

### Semifinalele
| 12 septembrie 2015 16:30 | Győri Audi ETO KC | 42 - 13 | RK Kragujevac | Glassverket Idr.Hall, Drammen Asistență: 500 Arbitri: Mandák, Rudinský |
| 12 septembrie 2015 16:30 | Knedlíková 7      | (20-3)  | Janjušević 3  | Glassverket Idr.Hall, Drammen Asistență: 500 Arbitri: Mandák, Rudinský |
| 12 septembrie 2015 16:30 | 2× 3×             | Cronica | 8× 2×         | Glassverket Idr.Hall, Drammen Asistență: 500 Arbitri: Mandák, Rudinský |

| 12 septembrie 2015 19:00 | Glassverket IF        | 26 - 21 | SERCODAK Dalfsen       | Glassverket Idr.Hall, Drammen Asistență: 720 Arbitri: Brunner, Salah |
| 12 septembrie 2015 19:00 | Nørstebø, Wahlquist 9 | (15-8)  | Logtenberg, Pavković 5 | Glassverket Idr.Hall, Drammen Asistență: 720 Arbitri: Brunner, Salah |
| 12 septembrie 2015 19:00 | 1× 3×                 | Cronica | 1× 2×                  | Glassverket Idr.Hall, Drammen Asistență: 720 Arbitri: Brunner, Salah |

### Locurile 3-4
| 13 septembrie 2015 14:30 | RK Kragujevac | 17 - 23 | SERCODAK Dalfsen | Glassverket Idr.Hall, Drammen Asistență: 125 Arbitri: Brunner, Salah |
| 13 septembrie 2015 14:30 | Janjušević 8  | (8-11)  | van Leeuwen 6    | Glassverket Idr.Hall, Drammen Asistență: 125 Arbitri: Brunner, Salah |
| 13 septembrie 2015 14:30 | 8× 3×         | Cronica | 3×               | Glassverket Idr.Hall, Drammen Asistență: 125 Arbitri: Brunner, Salah |

### Finala
| 13 septembrie 2015 17:00 | Győri Audi ETO KC | 30 - 21 | Glassverket IF | Glassverket Idr.Hall, Drammen Asistență: 1.005 Arbitri: Mandák, Rudinský |
| 13 septembrie 2015 17:00 | Groot 8           | (13-15) | Kristiansen 6  | Glassverket Idr.Hall, Drammen Asistență: 1.005 Arbitri: Mandák, Rudinský |
| 13 septembrie 2015 17:00 | 2×                | Cronica | 3× 2× 1×       | Glassverket Idr.Hall, Drammen Asistență: 1.005 Arbitri: Mandák, Rudinský |

## Turneul de calificare 2
Turneul s-a desfășurat în Sala Sporturilor Lascăr Pană din Baia Mare.

### Schema
|  | Semifinalele       | Semifinalele       |    |                    | Finala             | Finala |  |
|  |                    |                    |    |                    |                    |        |  |
|  | 12 septembrie 2015 |                    |    |                    |                    |        |  |
|  | Team Esbjerg       | 32                 |    |                    |                    |        |  |
|  | Yenimahalle        | 28                 |    |                    |                    |        |  |
|  |                    |                    |    |                    |                    |        |  |
|  |                    |                    |    |                    | 13 septembrie 2015 |        |  |
|  |                    |                    |    |                    | Team Esbjerg       | 21     |  |
|  |                    | HCM Baia Mare      | 32 |                    |                    |        |  |
|  |                    |                    |    |                    |                    |        |  |
|  |                    |                    |    |                    |                    |        |  |
|  |                    |                    |    |                    | Locurile 3-4       |        |  |
|  | 12 septembrie 2015 | 12 septembrie 2015 |    | 13 septembrie 2015 | 13 septembrie 2015 |        |  |
|  | HCM Baia Mare      | 31                 |    | Yenimahalle        | 27                 |        |  |
|  | BNTU BelAz         | 21                 |    |                    | BNTU BelAz         | 31     |  |

### Semifinalele
| 12 septembrie 2015 13:30 | Team Esbjerg              | 32 - 28 | Yenimahalle Belediyesi | Sala Sporturilor Lascăr Pană, Baia Mare Asistență: 800 Arbitri: Pavićević, Ražnatović |
| 12 septembrie 2015 13:30 | Polman, van der Heijden 7 | (16-12) | Özel 8                 | Sala Sporturilor Lascăr Pană, Baia Mare Asistență: 800 Arbitri: Pavićević, Ražnatović |
| 12 septembrie 2015 13:30 | 6× 3×                     | Cronica | 4× 3×                  | Sala Sporturilor Lascăr Pană, Baia Mare Asistență: 800 Arbitri: Pavićević, Ražnatović |

| 12 septembrie 2015 16:00 | HCM Baia Mare     | 31 - 21 | BNTU BelAz Minsk   | Sala Sporturilor Lascăr Pană, Baia Mare Asistență: 1.800 Arbitri: Andorka, Hucker |
| 12 septembrie 2015 16:00 | Abbingh, Geiger 6 | (15-8)  | Mazgo, Silițkaia 5 | Sala Sporturilor Lascăr Pană, Baia Mare Asistență: 1.800 Arbitri: Andorka, Hucker |
| 12 septembrie 2015 16:00 | 4× 3×             | Cronica | 2×                 | Sala Sporturilor Lascăr Pană, Baia Mare Asistență: 1.800 Arbitri: Andorka, Hucker |

### Locurile 3-4
| 13 septembrie 2015 14:00 | Yenimahalle Belediyesi | 27 - 31 | BNTU BelAz Minsk | Sala Sporturilor Lascăr Pană, Baia Mare Asistență: 600 Arbitri: Andorka, Hucker |
| 13 septembrie 2015 14:00 | Tankaskaia 7           | (14-16) | Mazgo 8          | Sala Sporturilor Lascăr Pană, Baia Mare Asistență: 600 Arbitri: Andorka, Hucker |
| 13 septembrie 2015 14:00 | 4× 3× 1×               | Cronica | 5× 3×            | Sala Sporturilor Lascăr Pană, Baia Mare Asistență: 600 Arbitri: Andorka, Hucker |

### Finala
| 13 septembrie 2015 16:30 | Team Esbjerg      | 21 - 32 | HCM Baia Mare   | Sala Sporturilor Lascăr Pană, Baia Mare Asistență: 2.000 Arbitri: Pavićević, Ražnatović |
| 13 septembrie 2015 16:30 | van der Heijden 5 | (9-15)  | Ardean-Elisei 9 | Sala Sporturilor Lascăr Pană, Baia Mare Asistență: 2.000 Arbitri: Pavićević, Ražnatović |
| 13 septembrie 2015 16:30 | 1× 3×             | Cronica | 4× 3×           | Sala Sporturilor Lascăr Pană, Baia Mare Asistență: 2.000 Arbitri: Pavićević, Ražnatović |